# Токиньо
Токи́ньо, Токинью (Toquinho, настоящее имя — Антонио Печчи Фильо, Antonio Pecci Filho) (род. 6 июля 1946 г., Сан-Паулу) — бразильский гитарист, певец, композитор. Видный представитель бразильской популярной музыки. Удостоен почётной премии «Латинская Грэмми» в номинации «за достижения всей жизни» (2012).

## Очерк биографии и творчества
Родился в семье итальянских иммигрантов Дивы Бондиоли и Антонио Печчи. Дед по отцу родом из Торо, бабушка — из Калабрии; родители матери — родом из Мантуи. В детстве мать ласково обращалась к сыну "meu toquinho de gente" («мой маленький человечек»), позднее слово toquinho музыкант взял в качестве артистического псевдонима.
Систематического музыкального образования не получил. Брал уроки игры на гитаре у Паулинью Ногейры, Исайаса Савио и Оскара Кастро-Невеса, гармонии — у Эдгара Джануло, оркестровки — у Лео Перакки.
Профессиональная карьера Токиньо началась в 1960-х годах на концертах, которые устраивал радиоведущий Вальтер Сильва в знаменитом театре Paramount в Сан-Паулу. Свою первую песню «Lua Cheia» написал в соавторстве с Шику Буарки. Первым хитом стала песня «Que maravilha», написанная (в соавторстве с Хорхе Бенжором) в 1970 году.
В 1970 году Винисиус ди Морайс пригласил Токиньо в качестве сессионного музыканта принять участие в гастролях в Буэнос-Айресе. С этого момента и до конца жизни Морайса (1980) Токиньо постоянно работал с поэтом — аккомпанировал ему в концертах (в том числе гастролировал с ним, А.К. Жобином и Миушей в 1978 году в Милане и Париже, сохранились видеозаписи), писал музыку на его стихи, осуществлял совместные звукозаписи; среди совместных хитов — «Tarde em Itapoã», «Sei lá» и «Samba de Orly» (все исполнял сам Морайс). После смерти Морайса Токиньо продолжил сольную карьеру, выступал в ансамбле с известными бразильскими музыкантами (среди них Паулинью да Виола, Данилу Каймми, Паулинью Ногейра, Шику Буарки, Мария Бетания), с итальянской эстрадной певицей Орнеллой Ванони, с американской пианисткой и певицей Элианой Элиас (альбом «Dance of time», 2017). Много гастролировал за границей, особенно часто в Италии (1981, 1982, 1995, 2010 и в другие годы), также во Франции (1981) и Японии (1986). Выступал на джазовом фестивале в Монтрё (1981, 1982).
На протяжении всей своей карьеры Токиньо сочинял песни для детей. Он записал пять альбомов для юных слушателей, в том числе Arca de Noé (1980, при участии Морайса) и Casa de brinquedos (1983). В 2021 году его альбом Toquinho e Yamandu Costa - Bachianinha (запись с концерта на фестивале Rio Montreux Jazz Festival) получил премию «Латинская Грэмми» в номинации «Лучший инструментальный альбом».

## Дискография
| 1960-е - 1966: O violão de Toquinho - 1969: La vita, amico, è l'arte dell'incontro 1970-е - 1970: Toquinho - 1970: En La Fusa con Maria Creuza y Toquinho - 1971: Como dizia o poeta... Música nova (с участием В. ди Морайса и Marilia Medalha) - 1971: Per vivere un grande amore - 1971: São demais os perigos desta vida... (с Морайсом) - 1971: Toquinho e Vinícius - 1971: Vinicius + Bethania + Toquinho en La Fusa (Mar Del Plata) - 1972: Vinícius canta "Nossa Filha Gabriela" - 1973: O bem amado (саундтрек) - 1973: Poeta, moça e violão (с Морайсом и Clara Nunes) - 1973: Botequim (с Gianfrancesco Guarnieri) - 1974: Boca da noite - 1974: Toquinho, Vinícius e amigos - 1974: Fogo sobre Terra (саундтрек) - 1974: Vinícius & Toquinho (с участием Quarteto em Cy) - 1975: Vinícius/Toquinho - 1975: O Poeta e o Violão (с Морайсом) - 1976: (на альбоме Орнеллы Ванони) La voglia, la pazzia, l'incoscienza, l'allegria - 1976: Il Brasile nella chitarra strumentale (концертная запись из Турина) - 1977: Toquinho tocando - 1977: The best of Vinicius & Toquinho - 1977: Tom, Vinícius, Toquinho, Miúcha (запись с концерта в зале Canecão, Рио-де-Жанейро) - 1978: Toquinho cantando: Pequeno perfil de um cidadão comum - 1979: 10 anos de Toquinho e Vinícius | 1980-е - 1980: Sempre Amigos (с П. Нигейрой) - 1980: Um pouco de ilusão - 1980: A arca de Noé (с Морайсом) - 1980: A arca de Noé 2 (с Морайсом) - 1981: Toquinho, la chitarra e gli amici - 1981: Doce vida - 1982: Toquinho ao vivo em Montreaux - 1983: Aquarela - 1983: Casa de brinquedos - 1984: Sonho dourado - 1984: Bella la vita - 1985: A luz do solo - 1986: Coisas do coração - 1986: Le storie di una storia sola - 1986: Vamos juntos: Toquinho Live at Bravas Club'86, Tokyo (запись с концерта в Токио) - 1987: Canção de todas as crianças - 1988: Made in coração - 1989: Toquinho in Canta Brasil 1990-е - 1990: Toquinho instrumental - 1992: El viajero del sueño - 1992: Il viaggiatore del sogno - 1992: O viajante do sonho - 1993: La vita è l'arte dell'incontro - 1994: Trinta anos de música - 1996: Toquinho e suas canções preferidas - 1999: Toquinho Paulinho Nogueira |